# Vòng loại Giải vô địch bóng đá trẻ châu Á 2002
Vòng loại Giải vô địch bóng đá trẻ châu Á 2002 là giải đấu bóng đá nam dành cho độ tuổi dưới 19 nhằm  xác định 11 đội tuyển tham dự vòng chung kết Giải vô địch bóng đá trẻ châu Á 2002 cùng với chủ nhà Qatar.
Tổng cộng 40 đội tuyển quốc gia thành viên của AFC đã tham dự vòng loại. Các cầu thủ sinh từ sau ngày 1 tháng 1 năm 1983 đủ điều kiện để tham gia giải đấu.

## Thể thức thi đấu
Ở mỗi bảng, các đội thi đấu vòng tròn một lượt tại một địa điểm tập trung. Mười một đội đứng đầu bảng sẽ giành suất tham dự vòng chung kết.

## Các đội tham dự
| Khu vực | Số lượng | Đặc cách | Vào vòng loại | Không tham dự                   |
| ------- | -------- | -------- | --- | ------------------------------- |
| Tây Á   | 7        | - Qatar  | - Bahrain - Bangladesh - Bhutan - Ấn Độ - Iran - Iraq - Jordan - Kuwait - Kyrgyzstan - Liban - Maldives - Nepal - Oman - Pakistan - Palestine - Ả Rập Xê Út - Sri Lanka - Syria - Tajikistan - Turkmenistan - UAE - Uzbekistan - Yemen | - Afghanistan - Liban (rút lui) |
| Đông Á  | 5        |          | - Brunei - Campuchia - Trung Quốc - Đài Bắc Trung Hoa - Guam - Hồng Kông - Indonesia - Nhật Bản - Lào - Ma Cao - Malaysia - Mông Cổ - Myanmar - Philippines - Singapore - Hàn Quốc - Thái Lan - Việt Nam                               | - CHDCND Triều Tiên (rút lui)   |

## Bốc thăm
Lê bốc thăm cho vòng loại diễn ra vào ngày 11 tháng 10 năm 2001 tại trụ sở của AFC ở Kuala Lumpur, Malaysia,

## Các bảng đấu

### Bảng 1
| VT | Đội       | ST | T | H | B | BT | BB | HS | Đ | Giành quyền tham dự |
| -- | --------- | -- | - | - | - | -- | -- | -- | - | ------------------- |
| 1  | Syria (H) | 3  | 2 | 1 | 0 | 9  | 3  | +6 | 7 | Vòng chung kết      |
| 2  | Oman      | 3  | 1 | 1 | 1 | 5  | 8  | −3 | 4 |                     |
| 3  | Iran      | 3  | 1 | 0 | 2 | 6  | 8  | −2 | 3 |                     |
| 4  | Yemen     | 3  | 0 | 2 | 1 | 6  | 7  | −1 | 2 |                     |

| Iran | 4–3 | Yemen |
| ---- | --- | ----- |
|      |     |       |

| Syria | 5–1 | Oman |
| ----- | --- | ---- |
|       |     |      |

| Oman | 2–1 | Iran |
| ---- | --- | ---- |
|      |     |      |

| Syria | 1–1 | Yemen |
| ----- | --- | ----- |
|       |     |       |

| Yemen | 2–2 | Oman |
| ----- | --- | ---- |
|       |     |      |

| Syria                                  | 3–1 | Iran          |
| -------------------------------------- | --- | ------------- |
| - Rafe 41' - Al-Khatib 85' - Amnah 90' |     | - Heydari 45' |

### Bảng 2
| VT | Đội       | ST | T | H | B | BT | BB | HS | Đ | Giành quyền tham dự |
| -- | --------- | -- | - | - | - | -- | -- | -- | - | ------------------- |
| 1  | UAE (H)   | 2  | 2 | 0 | 0 | 8  | 2  | +6 | 6 | Vòng chung kết      |
| 2  | Iraq      | 2  | 1 | 0 | 1 | 3  | 4  | −1 | 3 |                     |
| 3  | Palestine | 2  | 0 | 0 | 2 | 3  | 8  | −5 | 0 |                     |
| 4  | Liban     | 0  | 0 | 0 | 0 | 0  | 0  | 0  | 0 | Rút lui             |

| UAE | 3–0 | Iraq |
| --- | --- | ---- |
|     |     |      |

| Iraq | 3–1 | Palestine |
| ---- | --- | --------- |
|      |     |           |

| UAE | 5–2 | Palestine |
| --- | --- | --------- |
|     |     |           |

### Bảng 3
| VT | Đội         | ST | T | H | B | BT | BB | HS  | Đ | Giành quyền tham dự |
| -- | ----------- | -- | - | - | - | -- | -- | --- | - | ------------------- |
| 1  | Ả Rập Xê Út | 3  | 3 | 0 | 0 | 11 | 2  | +9  | 9 | Vòng chung kết      |
| 2  | Kuwait (H)  | 3  | 1 | 1 | 1 | 13 | 4  | +9  | 4 |                     |
| 3  | Jordan      | 3  | 1 | 0 | 2 | 1  | 15 | −14 | 3 |                     |
| 4  | Bahrain     | 3  | 0 | 1 | 2 | 1  | 5  | −4  | 1 |                     |

| Kuwait | 1–1 | Bahrain |
| ------ | --- | ------- |
|        |     |         |

| Ả Rập Xê Út | 5–0 | Jordan |
| ----------- | --- | ------ |
|             |     |        |

| Kuwait | 10–0 | Jordan |
| ------ | ---- | ------ |
|        |      |        |

| Ả Rập Xê Út | 3–0 | Bahrain |
| ----------- | --- | ------- |
|             |     |         |

| Jordan | 1–0 | Bahrain |
| ------ | --- | ------- |
|        |     |         |

| Kuwait | 2–3 | Ả Rập Xê Út |
| ------ | --- | ----------- |
|        |     |             |

### Bảng 4
| VT | Đội        | ST | T | H | B | BT | BB | HS | Đ | Giành quyền tham dự |
| -- | ---------- | -- | - | - | - | -- | -- | -- | - | ------------------- |
| 1  | Ấn Độ (H)  | 3  | 2 | 1 | 0 | 8  | 1  | +7 | 7 | Vòng chung kết      |
| 2  | Tajikistan | 3  | 2 | 1 | 0 | 5  | 0  | +5 | 7 |                     |
| 3  | Bhutan     | 3  | 0 | 1 | 2 | 1  | 7  | −6 | 1 |                     |
| 4  | Kyrgyzstan | 3  | 0 | 1 | 2 | 0  | 6  | −6 | 1 |                     |

| Kyrgyzstan | 0–2 | Tajikistan |
| ---------- | --- | ---------- |
|            |     |            |

| Ấn Độ | 4–1 | Bhutan |
| ----- | --- | ------ |
|       |     |        |

| Ấn Độ | 0–0 | Tajikistan |
| ----- | --- | ---------- |
|       |     |            |

| Kyrgyzstan | 0–0 | Bhutan |
| ---------- | --- | ------ |
|            |     |        |

| Tajikistan | 3–0 | Bhutan |
| ---------- | --- | ------ |
|            |     |        |

| Ấn Độ | 4–0 | Kyrgyzstan |
| ----- | --- | ---------- |
|       |     |            |

### Bảng 5
| VT | Đội          | ST | T | H | B | BT | BB | HS  | Đ | Giành quyền tham dự |
| -- | ------------ | -- | - | - | - | -- | -- | --- | - | ------------------- |
| 1  | Bangladesh   | 3  | 2 | 1 | 0 | 8  | 2  | +6  | 7 | Vòng chung kết      |
| 2  | Pakistan (H) | 3  | 2 | 1 | 0 | 8  | 3  | +5  | 7 |                     |
| 3  | Sri Lanka    | 3  | 1 | 0 | 2 | 4  | 4  | 0   | 3 |                     |
| 4  | Maldives     | 3  | 0 | 0 | 3 | 0  | 11 | −11 | 0 |                     |

| Sri Lanka | 0–2 | Bangladesh |
| --------- | --- | ---------- |
|           |     |            |

| Pakistan | 4–0 | Maldives |
| -------- | --- | -------- |
|          |     |          |

| Maldives | 0–4 | Bangladesh |
| -------- | --- | ---------- |
|          |     |            |

| Pakistan | 2–1 | Sri Lanka |
| -------- | --- | --------- |
|          |     |           |

| Maldives | 0–3 | Sri Lanka |
| -------- | --- | --------- |
|          |     |           |

| Bangladesh | 2–2 | Pakistan |
| ---------- | --- | -------- |
|            |     |          |

### Bảng 6
| VT | Đội            | ST | T | H | B | BT | BB | HS  | Đ | Giành quyền tham dự |
| -- | -------------- | -- | - | - | - | -- | -- | --- | - | ------------------- |
| 1  | Uzbekistan (H) | 2  | 2 | 0 | 0 | 19 | 0  | +19 | 6 | Vòng chung kết      |
| 2  | Turkmenistan   | 2  | 1 | 0 | 1 | 1  | 7  | −6  | 3 |                     |
| 3  | Nepal          | 2  | 0 | 0 | 2 | 0  | 13 | −13 | 0 |                     |

| Turkmenistan | 1–0 | Nepal |
| ------------ | --- | ----- |
|              |     |       |

| Uzbekistan | 7–0 | Turkmenistan |
| ---------- | --- | ------------ |
|            |     |              |

| Uzbekistan | 12–0 | Nepal |
| ---------- | ---- | ----- |
|            |      |       |

### Bảng 7
| VT | Đội               | ST | T | H | B | BT | BB | HS  | Đ | Giành quyền tham dự |
| -- | ----------------- | -- | - | - | - | -- | -- | --- | - | ------------------- |
| 1  | Nhật Bản (H)      | 3  | 3 | 0 | 0 | 22 | 0  | +22 | 9 | Vòng chung kết      |
| 2  | Đài Bắc Trung Hoa | 3  | 2 | 0 | 1 | 13 | 6  | +7  | 6 |                     |
| 3  | Lào               | 3  | 1 | 0 | 2 | 8  | 7  | +1  | 3 |                     |
| 4  | Mông Cổ           | 3  | 0 | 0 | 3 | 0  | 30 | −30 | 0 |                     |

| Lào | 1–2 | Đài Bắc Trung Hoa |
| --- | --- | ----------------- |
|     |     |                   |

| Mông Cổ | 0–12 | Nhật Bản |
| ------- | ---- | -------- |
|         |      |          |

| Lào | 7–0 | Mông Cổ |
| --- | --- | ------- |
|     |     |         |

| Đài Bắc Trung Hoa | 0–5 | Nhật Bản |
| ----------------- | --- | -------- |
|                   |     |          |

| Mông Cổ | 0–11 | Đài Bắc Trung Hoa |
| ------- | ---- | ----------------- |
|         |      |                   |

| Lào | 0–5 | Nhật Bản |
| --- | --- | -------- |
|     |     |          |

### Bảng 8
| VT | Đội               | ST | T | H | B | BT | BB | HS  | Đ | Giành quyền tham dự |
| -- | ----------------- | -- | - | - | - | -- | -- | --- | - | ------------------- |
| 1  | Hàn Quốc (H)      | 2  | 2 | 0 | 0 | 26 | 0  | +26 | 6 | Vòng chung kết      |
| 2  | Brunei            | 2  | 1 | 0 | 1 | 6  | 9  | −3  | 3 |                     |
| 3  | Guam              | 2  | 0 | 0 | 2 | 0  | 23 | −23 | 0 |                     |
| 4  | CHDCND Triều Tiên | 0  | 0 | 0 | 0 | 0  | 0  | 0   | 0 | Rút lui             |

| Hàn Quốc | 9–0 | Brunei |
| -------- | --- | ------ |
|          |     |        |

| Brunei | 6–0 | Guam |
| ------ | --- | ---- |
|        |     |      |

| Hàn Quốc | 17–0 | Guam |
| -------- | ---- | ---- |
|          |      |      |

### Bảng 9
| VT | Đội          | ST | T | H | B | BT | BB | HS  | Đ | Giành quyền tham dự |
| -- | ------------ | -- | - | - | - | -- | -- | --- | - | ------------------- |
| 1  | Thái Lan (H) | 3  | 2 | 1 | 0 | 15 | 1  | +14 | 7 | Vòng chung kết      |
| 2  | Indonesia    | 3  | 2 | 1 | 0 | 5  | 0  | +5  | 7 |                     |
| 3  | Hồng Kông    | 3  | 1 | 0 | 2 | 5  | 6  | −1  | 3 |                     |
| 4  | Philippines  | 3  | 0 | 0 | 3 | 2  | 20 | −18 | 0 |                     |

| Hồng Kông | 0–1 | Indonesia |
| --------- | --- | --------- |
|           |     |           |

| Thái Lan | 12–0 | Philippines |
| -------- | ---- | ----------- |
|          |      |             |

| Hồng Kông | 4–2 | Philippines |
| --------- | --- | ----------- |
|           |     |             |

| Thái Lan | 0–0 | Indonesia |
| -------- | --- | --------- |
|          |     |           |

| Philippines | 0–4 | Indonesia |
| ----------- | --- | --------- |
|             |     |           |

| Thái Lan | 3–1 | Hồng Kông |
| -------- | --- | --------- |
|          |     |           |

### Bảng 10
| VT | Đội          | ST | T | H | B | BT | BB | HS  | Đ | Giành quyền tham dự |
| -- | ------------ | -- | - | - | - | -- | -- | --- | - | ------------------- |
| 1  | Việt Nam     | 3  | 3 | 0 | 0 | 15 | 2  | +13 | 9 | Vòng chung kết      |
| 2  | Malaysia (H) | 3  | 1 | 1 | 1 | 7  | 3  | +4  | 4 |                     |
| 3  | Campuchia    | 3  | 1 | 1 | 1 | 2  | 5  | −3  | 4 |                     |
| 4  | Ma Cao       | 3  | 0 | 0 | 3 | 1  | 15 | −14 | 0 |                     |

| Campuchia | 0–5      | Việt Nam                                                |
| --------- | -------- | ------------------------------------------------------- |
|           | Chi tiết | Văn Quyến 36', 83' · Như Thuật 46', 64' · Văn Thành 81' |

| Malaysia | 6–0 | Ma Cao |
| -------- | --- | ------ |
|          |     |        |

| Việt Nam                                                                                           | 7–1      | Ma Cao        |
| -------------------------------------------------------------------------------------------------- | -------- | ------------- |
| Minh Đức 31', 85' · Quốc Vượng 45' · Đức Dương 48' · Văn Thành 54' · Mạnh Hưng 56' · Văn Quyến 76' | Chi tiết | Ching Man 23' |

| Campuchia | 0–0 | Malaysia |
| --------- | --- | -------- |
|           |     |          |

| Campuchia | 2–0 | Ma Cao |
| --------- | --- | ------ |
|           |     |        |

| Malaysia   | 1–3      | Việt Nam                         |
| ---------- | -------- | -------------------------------- |
| Shaari 20' | Chi tiết | Công Vinh 1' · Văn Quyến 7', 42' |

### Bảng 11
| VT | Đội           | ST | T | H | B | BT | BB | HS | Đ | Giành quyền tham dự |
| -- | ------------- | -- | - | - | - | -- | -- | -- | - | ------------------- |
| 1  | Trung Quốc    | 2  | 1 | 1 | 0 | 3  | 1  | +2 | 4 | Vòng chung kết      |
| 2  | Myanmar       | 2  | 1 | 1 | 0 | 2  | 1  | +1 | 4 |                     |
| 3  | Singapore (H) | 2  | 0 | 0 | 2 | 0  | 3  | −3 | 0 |                     |

| Singapore | 0–1 | Myanmar |
| --------- | --- | ------- |
|           |     |         |

| Trung Quốc | 1–1 | Myanmar |
| ---------- | --- | ------- |
|            |     |         |

| Singapore | 0–2 | Trung Quốc |
| --------- | --- | ---------- |
|           |     |            |

## Các đội vượt qua vòng loại
Mười hai đội sau đây đủ điều kiện tham dự vòng chung kết.
| Đội         | Tư cách vượt qua vòng loại | Ngày vượt qua vòng loại | Số lần tham dự trước đây1 |
| ----------- | -------------------------- | ----------------------- | --- |
| Qatar       | Chủ nhà                    | 2002                    | 8 ( 1980, 1986, 1988, 1990, 1992, 1994, 1996, 1998 ) |
| Syria       | Nhất Bảng 1                | 23 tháng 7 năm 2002     | 5 ( 1975, 1988, 1990, 1994, 1996 ) |
| UAE         | Nhất Bảng 2                | 31 tháng 7 năm 2002     | 6 (1982, 1985, 1988, 1992, 1996, 2000) |
| Ả Rập Xê Út | Nhất Bảng 3                | 22 tháng 7 năm 2002     | 7 (1973, 1977, 1978, 1985, 1986, 1992, 1998) |
| Ấn Độ       | Nhất Bảng 4                | 14 tháng 7 năm 2002     | 19 (1963, 1964, 1965, 1966, 1967, 1968, 1971, 1972, 1973, 1974, 1975, 1976, 1977, 1978, 1978, 1986, 1990, 1992, 1996, 1998)                                                          |
| Bangladesh  | Nhất Bảng 5                | 29 tháng 4 năm 2002     | 5 (1975, 1977, 1978, 1980, 1996) |
| Uzbekistan  | Nhất Bảng 6                | 10 tháng 5 năm 2002     | 0 (lần đầu) |
| Nhật Bản    | Nhất Bảng 7                | 12 tháng 5 năm 2002     | 28 (1959, 1960, 1961, 1962, 1963, 1964, 1965, 1966, 1967, 1968, 1969, 1970, 1971, 1972, 1973 , 1974, 1975, 1976, 1977, 1978, 1980, 1988 , 1990 , 1992 , 1994, 1996, 1998, 2000)      |
| Hàn Quốc    | Nhất Bảng 8                | 31 tháng 3 năm 2002     | 29 (1959, 1960, 1961, 1962, 1963, 1964, 1965, 1966 , 1967, 1968, 1969, 1970, 1971, 1972, 1973, 1974, 1976, 1977, 1978, 1980, 1982, 1986 , 1988 , 1990, 1992, 1994, 1996, 1998, 2000) |
| Thái Lan    | Nhất Bảng 9                | 6 tháng 4 năm 2002      | 24 (1959, 1960, 1961, 1962, 1963, 1964, 1965, 1966, 1967, 1968, 1969, 1970, 1971, 1972, 1973 , 1974 , 1976 , 1980 , 1985, 1992 , 1994 , 1996 , 1998 , 2000)                          |
| Việt Nam    | Nhất Bảng 10               | 8 tháng 5 năm 2002      | 11 (1961, 1962, 1963, 1964, 1965, 1967, 1968, 1969, 1970, 1971, 1974) |
| Trung Quốc  | Nhất Bảng 11               | 17 tháng 3 năm 2002     | 9 (1975, 1976, 1978, 1982, 1985, 1988, 1996, 1998, 2000) |

1 In đậm chỉ ra nhà vô địch của năm đó. In nghiêng chỉ ra chủ nhà của của năm đó.